# Юссеф Ен-Несірі
Юссеф Ен-Несірі (араб. يوسف النصيري; фр. Youssef En-Nesyri; нар. 1 червня 1997, Фес, Марокко) — марокканський футболіст, нападник турецького клубу «Фенербахче» та збірної Марокко.

## Клубна кар'єра
Вихованець юнацької команди іспанського клубу «Малага».
У дорослому футболі дебютував 2016 року виступами за команду клубу «Малага».
11 травня 2024 року в матчі Ла-Ліги проти «Вільярреала» відзначився дублем, забивши свої 71-й і 72-й голи за «Севілью», став 10-м бомбардиром в історії клубу, перевершивши досягнення Віссама Бен Єддера (70). Окрім цього він посів 5-е місце в списку найкращих бомбардирів «Севільї» серед легіонерів.
25 липня 2024 року перейшов в турецький клуб «Фенербахче», підписавши п'ятирічний контракт. Сума трансферу склала 19,5 млн євро.

## Виступи за збірну
2016 року дебютував в офіційних матчах у складі національної збірної Марокко.
У складі збірної був учасником Кубка африканських націй 2017 року у Габоні.
| Дата       | Місто     | Господарі | Результат | Гості               | Турнір                                  | Голи | Примітки |
| ---------- | --------- | --------- | --------- | ------------------- | --------------------------------------- | ---- | -------- |
| 31-8-2016  | Шкодер    | Албанія   | 0 – 0     | Марокко             | товариський матч                        | -    | 92'      |
| 4-9-2016   | Рабат     | Марокко   | 2 – 0     | Сан-Томе і Принсіпі | Відбір до Кубка африканських націй 2017 | -    |          |
| 8-10-2016  | Франсвіль | Габон     | 0 – 0     | Марокко             | Відбір до ЧС 2018                       | -    | 46'      |
| 11-10-2016 | Марракеш  | Марокко   | 4 – 0     | Канада              | товариський матч                        | -    | 67'      |
| 12-11-2016 | Марракеш  | Марокко   | 0 – 0     | Кот-д'Івуар         | Відбір до ЧС 2018                       | -    |          |
| 15-11-2016 | Марракеш  | Марокко   | 2 – 1     | Того                | товариський матч                        | -    | 77'      |
| 9-1-2017   | Ель-Айн   | Марокко   | 0 – 1     | Фінляндія           | товариський матч                        | -    | 28'      |
| 16-1-2017  | Оєм       | ДР Конго  | 1 – 0     | Марокко             | Кубок африканських націй 2017           | -    | 61'      |
| 20-1-2017  | Оєм       | Марокко   | 3 – 1     | Того                | Кубок африканських націй 2017           | 1    | 61'      |
| Усього     |           | Матчів    | 9         |                     | Голів                                   | 1    |          |

## Досягнення
«Севілья»
- Володар Кубка УЄФА/Ліги Європи (2): 2019-20, 2022-23[6]